# Компаунд (житловий комплекс)
Компаунд (житловий комплекс, від лат. componere — з'єднувати) в девелопменті нерухомості — комплекс житлових будинків із власною розвиненою інфраструктурою, розташований безпосередньо на ділянці, відокремленій по зовнішньому периметру і закритий для проходу/відвідування нерезидентами.

## Історія терміна
Спочатку термін використовувався для позначення (в наукових роботах західних вчених) традиційної форми китайського домоволодіння, призначеного для спільного проживання членів великої родини і складався з декількох будинків, обгороджених по периметру ділянки стіною. На думку деяких дослідників, розмір і розташування такого житла відображає в собі конфуціанські ідеї ієрархічного соціального порядку і взаємозалежність членів сім'ї.
В результаті традиційний компаунд включав такі обов'язкові характеристики:
1. Загальна інфраструктура;
2. Розширене (ненуклеарне) сімейне домогосподарство (що включає в себе кілька сімей, пов'язаних між собою родинними зв'язками);
3. Наявність особистих, частково особистих і громадських місць;
4. Функціональна необхідність в наявності специфічної структури і відповідного управління нею;
5. Певний рівень соціального і економічної взаємодії домогосподарств, що входять у компаунд[3].

## Відособленість від прилеглих територій
Важливою характеристикою компаунду є наявність власної обгородженої території, доступ на яку фактично повністю закритий для сторонніх. У комплексах подібного типу завжди є охорона, що строго контролює доступ всередину. У деяких країнах (наприклад, в Саудівській Аравії і КНР) навіть жителі одного компаунду можуть бути обмежені в праві доступу до всіх приміщень на території комплексу (що досягається, наприклад, спеціальним кодуванням особистого магнітного ключа).

## Компаунди сьогодні
На сьогоднішній день можна констатувати, що велика частина сучасного житла у великих містах Китаю будується на кшталт компаундів (тобто, кілька багатоповерхових будинків, оформлених в єдиному стилі і розташованих усередині загальної території, обнесеної огорожею). Слід також зазначити, що компаунди, побудовані на території КНР, можуть являти собою цілі кластери хмарочосів, розміщених на досить великих обгороджених територіях і фактично представляючи собою велике місто всередині ще більшого за розміром міста.
У регіонах Близького Сходу компаунди є найпоширенішою формою для проживання представників Західної Європи і США. Важливою характеристикою тут також є спільність і облаштованість території; при цьому варіанти проживання в подібного роду комплексах далеко не обов'язково відносяться до категорії елітного житла. З іншого боку, проживання в подібних комплексах, облаштованих з урахуванням найвищих вимог до комфорту, є для представників західних держав певною гарантією власної безпеки від можливих конфліктів з місцевим населенням.